# Thomas Haas (Tischfußballspieler)
Thomas Haas (* 9. September 1996 in Mannheim) ist ein deutscher Tischfußballprofi und Tischfußball-Weltmeister. In den Jahren 2019 und 2020 war Haas die Nr. 2 der ITSF-Weltrangliste. Seit 2017 spielt er in der deutschen Herren-Nationalmannschaft. Als Trainer und Spieler gewann er mit der europäischen Auswahl 2018 den ITSF Intercontinental Cup.

## Erfolge
Trotz seines jungen Alters gewann Thomas Haas in seiner Karriere bereits eine große Anzahl an Turnieren und Titeln. Sein wohl mit Abstand bedeutendster Erfolg war der Sieg bei den ITSF Multitable World Championships am 14. April 2017, der ihm den Titel des Tischfußball Weltmeisters einbrachte. Im darauffolgenden Jahr wurde er zum Trainer und Spieler der Europäischen Mannschaft berufen und gewann mit dem Team Europe den Intercontinental Cup 2018. In den Jahren 2019 und 2020 erreichte Thomas Haas Platz 2 auf der ITSF-Weltrangliste.

## Sportliche Laufbahn

### Kindheit und Jugend
Im Alter von drei Jahren begann Thomas Haas, Fußball zu spielen. Elf Jahre lang spielte er für die SC Olympia Lorsch Fußball. Dann wechselte er die Sportart und begann, Tischfußball zu spielen. Seine ersten Tischfußball-Erfahrungen sammelte er auf einem einfachen Holz-Tischkicker im Keller eines Freundes.

### Erste Turniererfahrungen und Junioren-Bundesliga (2012–2015)
Haas erstes Turnier war das German Leonhart Open 2012. Bei diesem Turnier verlor er zusammen mit seinem Doppelpartner jedes Spiel. Insgesamt erzielten sie in der Vorrunde in 7 Spielen nur 7 Tore (49 Gegentore). Haas war erschüttert, aber auch beeindruckt von der Spielstärke und der Professionalität der Teilnehmer und Teilnehmerinnen dieses Wettbewerbs. Nach dem Turnier beschloss Haas, dass er lernen wollte, auf professionellem Niveau Tischfußball zu spielen. Wenige Zeit später fing Haas an, zu Hause auf einem eigenen Turniertisch zu trainieren. An seiner Schule, dem Goethe-Gymnasium Bensheim, gründete er zur selben Zeit eine Tischfußball-AG, in welcher er sich, zusammen mit seinen Freunden, das Spielen beibrachte. In eigener Regie nahm Haas nun regelmäßig an verschiedenen Turnieren des DTFB und der Players 4 Players Tischfußballvereinigung teil, auf denen er jedoch weitestgehend erfolglos blieb. Dennoch wurde er 2013 auf einem Turnier als junges Talent entdeckt und in das Junioren-Bundesliga Team der Kickercrew Bonn eingeladen. Haas verbesserte sich stetig und begann, in den Juniorendisziplinen erste Erfolge zu feiern. Auf der Leonhart World Championship Series in Luxembourg erreichte er 2014 mit seinem Doppelpartner in der Kategorie Junioren den vierten Platz. Im selben Jahr wurde er überraschend Dritter im Einzel der Deutschen Meisterschaft der Junioren. Damit qualifizierte er sich für die Weltmeisterschaft der Junioren in Turin im Jahr 2015, bei denen er einen respektablen 3. Platz erreichte. An diesem Punkt wusste Haas: „Jetzt fängt es für mich so richtig an.“

### Wechsel vom Junioren-Spieler zum Herren-Spieler (2015–2016)

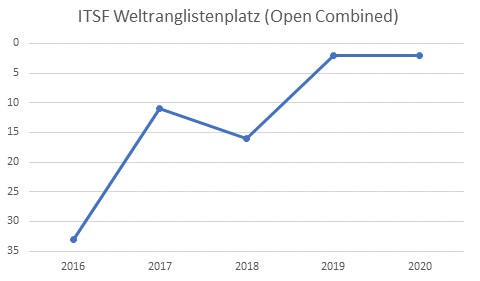
Verlauf der Position in der ITSF-Weltrangliste von Thomas Haas in der Disziplin „Open Combined“ von 2016–2020.

Im Jahr 2015 gewann Thomas Haas die Players 4 Players Südbadischen Meisterschaften in der Kategorie „Amateur-Doppel“ und erreichte den dritten Platz in der Kategorie „Neulinge Doppel“. Ende des Jahres wurde er mit dem Titel „Bester Neuling des Jahres“ (Players 4 Players) ausgezeichnet. Zahlreiche Top-Platzierungen auf lokalen Challenger-Turnieren und gute Platzierungen auf einigen größeren Turnieren brachten ihn 2015 auf Platz 38 der Rangliste der deutschen Herren und auf Rang 199 der ITSF-Weltrangliste. An diese Erfolge konnte er 2016 anknüpfen und rückte auf den Platz 33. der ITSF-Weltrangliste vor. Sein größter Erfolg 2016 war der 2. Platz im Offenen Einzel auf der „World Series by Leonhart“.

### An der Weltspitze (2017 – heute)
Thomas Haas kämpfte sich 2017 an die Weltspitze. Er erspielte sich mehrere Top-Platzierungen auf großen Players 4 Players und DTFB-Turnieren und stieg dadurch auf Platz 6 der deutschen Herren-Rangliste und auf Platz 11 der ITSF-Weltrangliste auf. Gekrönt wurde sein ohnehin schon sehr erfolgreiches Tischfußball-Jahr 2017 vom Sieg bei der ITSF Multitable Weltmeisterschaft in Hamburg. Mit diesem Überraschungs-Sieg wurde der damals 21 Jahre alte Haas auch im internationalen Tischfußball bekannt. Diese Erfolge wurden mit einem Platz in der deutschen Herren-Nationalmannschaft belohnt, für die Haas seit 2017 spielt. Ein Jahr später wurde er zum Trainer und Spieler des ITSF Team Europe berufen und gewann mit seinem Team den ITSF Intercontinental Cup. Auf der österreichischen Staatsmeisterschaft erspielte sich Haas 2019 sowohl im Einzel als auch im Doppel den ersten Platz. Insgesamt gewann Haas 2019 eine zweistellige Anzahl von ITSF-Turnieren auf verschiedenen Tischmodellen und konnte sich so den 2. Platz auf der Weltrangliste sichern.

## Technik und Spielstil
Haas ist bekannt für seine große Anpassungsfähigkeit an verschiedene Tischmodelle, die ausschlaggebend für seine internationalen Erfolge auf Multitable-Turnieren ist. Ferner gehört es zu seinen Stärken, sein Spiel an die Schwächen seiner Gegner anzupassen. Prinzipiell beherrscht er eine Vielzahl an Schuss- und Passtechniken auf einem sehr hohen Niveau. Meistens spielt er auf der 5-er Reihe Variationen eines Brush-Passes und auf der 3-er Reihe einen sehr gefährlichen Jet. Haas ist ein gefürchteter Verteidiger. Im Einzel kann er von der 2-er Reihe viele Toren durch eine seiner Spezialitäten, den Schieber, erzielen. Im Doppel bevorzugt er von der 2-er Reihe den Zieher, bei dem er auch den technisch anspruchsvollen Schuss in die weit entfernte Ecke sicher beherrscht.

## Soziales Engagement
Noch als Schüler gründete Thomas Haas die Tischfußball-AG am Goethe-Gymnasium (Bensheim) und leitete diese ehrenamtlich, bis er die Schule verließ. Thomas Haas war Unterstützer der Aktion „So viel Freude“ des Deutschen Tischfußballbunds. Die Aktion hatte zum Ziel, insgesamt 1.000 Tischkicker für deutsche Jugend- und Kinderkliniken zu stiften, um den teilweise schwer kranken kleinen Patienten ihre stationären Aufenthalte ein wenig angenehmer zu gestalten. Von Juni 2017 bis Juni 2018 absolvierte Haas einen Bundesfreiwilligendienst als „Landesjugendtrainer Tischfußball Berlin & Brandenburg“. Haas ist im DTFB als Vorstandsmitglied der deutschen Tischfußballjugend aktiv und ist dort für die Talentförderung zuständig. Darüber hinaus arbeitet er daran, Trainingsmaterialien zur Ausbildung von Tischfußballtrainern zu entwickeln.
Außerdem ist Haas Botschafter der Stiftung des UNESCO-Weltkulturerbes Kloster Lorsch.

## Auszeichnungen
2015 erhielt Haas die Auszeichnung zum besten Neuling des Jahres (Players 4 Players).
2016 wurde Haas von Players 4 Players als „Most Improved Player“ ausgezeichnet.
2017 wurde Haas bei der Sportlerehrung in Lorsch zum Sportler des Jahres gewählt.

## Titel und Erfolge im Überblick
Die folgenden Tabellen geben einen Überblick über alle Top 3 Platzierungen von Haas auf größeren Turnieren.
| Turniere 2019                       | Kategorie      | Platzierung | Datum |
| ----------------------------------- | -------------- | ----------- | ----- |
| Czech Leonhart Championship         | Offenes Einzel | 1           | 2019  |
| World Series by Garlando            | Offenes Einzel | 2           | 2019  |
| ITSF Pro Tour Hannover              | Offenes Einzel | 2           | 2019  |
| ITSF Pro Tour Rodheim               | Offenes Einzel | 1           | 2019  |
| ITSF Pro Tour Limburg               | Offenes Einzel | 1           | 2019  |
| Haldenstein Masters                 | Offenes Einzel | 1           | 2019  |
| ITSF Pro Tour Hessen                | Offenes Einzel | 1           | 2019  |
| Österreichische Staatsmeisterschaft | Offenes Einzel | 1           | 2019  |
| „Niki-Adams“ Masters Series         | Offenes Einzel | 1           | 2019  |
| European Tornado Open               | Offenes Doppel | 1           | 2019  |
| 21th Czech Championships            | Offenes Doppel | 1           | 2019  |
| ITSF Pro Tour Limburg               | Offenes Doppel | 2           | 2019  |
| Haldenstein Masters                 | Offenes Doppel | 1           | 2019  |
| Österreichische Staatsmeisterschaft | Offenes Doppel | 1           | 2019  |
| „Niki-Adams“ Master Series          | Offenes Doppel | 2           | 2019  |
| Czech Leonhart Open VIII            | Offenes Doppel | 3           | 2019  |

| Turniere 2018                          | Kategorie        | Platzierung | Datum |
| -------------------------------------- | ---------------- | ----------- | ----- |
| International Continental Cup 2018     | Team             | 1           | 2018  |
| Neuwied Pro Tour – TFBS Koblenz        | Offenes Einzel   | 2           | 2018  |
| NTVB Pro Tour                          | Offenes Einzel   | 2           | 2018  |
| Leonhart WS St. Wendel                 | Class Double Men | 1           | 2018  |
| Dortmund Masters                       | Offenes Doppel   | 2           | 2018  |
| Pfullingen Pro Tour                    | Offenes Doppel   | 2           | 2018  |
| Neuwied Pro tour – TFBS Koblenz        | Offenes Doppel   | 2           | 2018  |
| Deutsch-Französische Tischfußball Tage | Offenes Doppel   | 3           | 2018  |
| ITSF Masters Ottweiler Ottweiler       | Offenes Doppel   | 3           | 2018  |
| ITSF Masters Dortmund Dortmund         | Offenes Doppel   | 2           | 2018  |
| 8. Landsknecht Kicker Cup Uckerath     | Offenes Doppel   | 3           | 2018  |

| Turniere 2017                                          | Kategorie      | Platzierung | Datum |
| ------------------------------------------------------ | -------------- | ----------- | ----- |
| ITSF World Cup and World Championships                 | Offenes Einzel | 1           | 2017  |
| ITSF Pro Tour Pfullingen                               | Offenes Einzel | 3           | 2017  |
| Dortmund Leonhart Masters                              | Offenes Doppel | 1           | 2017  |
| Deutsch-Französische Tischfußball Tage                 | Offenes Doppel | 1           | 2017  |
| ITSF Master Series Hanshan                             | Offenes Doppel | 3           | 2017  |
| ITSF Masters Series Ottweiler                          | Offenes Doppel | 1           | 2017  |
| Deutsche Meisterschaft                                 | Herren Einzel  | 3           | 2017  |
| Players 4 Players                                      |                |             |       |
| Players 4 Players Mitteldeutsche Meisterschaft         | Amateur Doppel | 1           | 2017  |
| Players 4 Players Hessische Meisterschaft              | Amateur Doppel | 2           | 2017  |
| Players 4 Players Baden-Württembergische Meisterschaft | Amateur Doppel | 1           | 2017  |
| Players 4 Players Baden-Württembergische Meisterschaft | Offenes Einzel | 2           | 2017  |
| Players 4 Players Baden-Württembergische Meisterschaft | Offenes Doppel | 1           | 2017  |

| Turniere 2016                                          | Kategorie      | Platzierung | Datum |
| ------------------------------------------------------ | -------------- | ----------- | ----- |
| World Series by Leonhart                               | Offenes Einzel | 2           | 2016  |
| Reutlingen Pro Tour                                    | Offenes Einzel | 3           | 2016  |
| Leonhart NRW Pro Tour Haltern                          | Offenes Einzel | 2           | 2016  |
| ITSF Pro Tour Pfullingen                               | Offenes Einzel | 3           | 2016  |
| Players 4 Players                                      |                |             |       |
| Players 4 Players Baden-Württembergische Meisterschaft | Amateur Einzel | 1           | 2016  |

| Turniere 2015                                          | Kategorie       | Platzierung | Datum |
| ------------------------------------------------------ | --------------- | ----------- | ----- |
| Players 4 Players                                      |                 |             |       |
| Players 4 Players Baden-Württembergische Meisterschaft | Neulinge Einzel | 3           | 2015  |
| Players 4 Players Südbadische Meisterschaft            | Neulinge Doppel | 3           | 2015  |
| Players 4 Players Südbadische Meisterschaft            | Amateur Doppel  | 1           | 2015  |

| Turniere 2014          | Kategorie       | Platzierung | Datum      |
| ---------------------- | --------------- | ----------- | ---------- |
| Deutsche Meisterschaft | Junioren Einzel | 3           | 16.11.2014 |